# Nikolaï Haupt
Pour les articles homonymes, voir Haupt.
Nikolaï Alexandrovitch Haupt (en russe : Николай Александрович Гаупт), né le 3 décembre 1846 à Kronstadt et mort le 24 mars 1909 à Gatchina, est un vice-amiral russe, chef du port de Vladivostok.

## Biographie

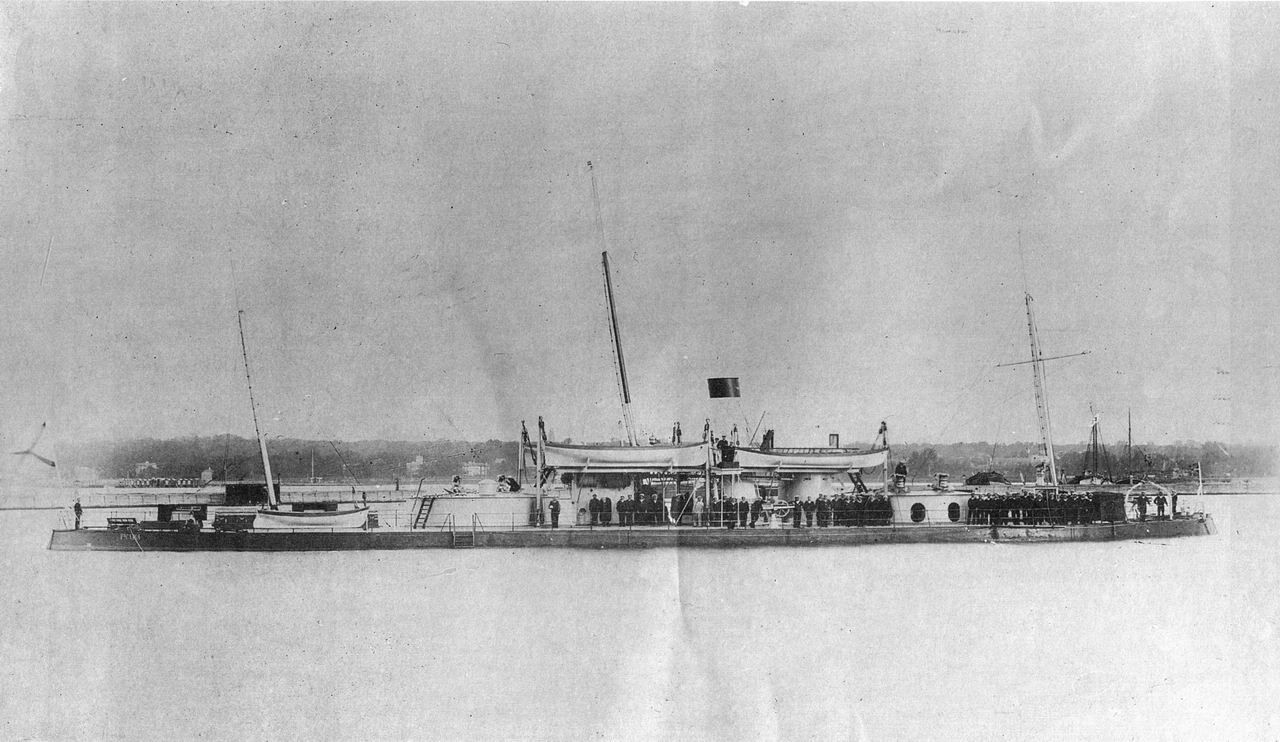
La Roussalka.

Nikolaï Haupt naît à Kronstadt dans une famille de lointaine origine allemande, son père étant lieutenant dans le corps des navigateurs navals. Le 2 septembre 1856, il entre à l'école navale de Kronstadt.Il est diplômé le 24 avril 1865 avec le grade de conducteur, puis il fait un an d'apprentissage de la navigation dans l'océan Atlantique sur les frégates Dmitri Donskoï et Svetlana. À partir de 1867, il est officier du 1er demi-équipage de navigation et le 16 août il est nommé mitchman (enseigne de vaisseau) dans la flotte de la Baltique. De 1866 à 1871 il sert comme chef de quart et inspecteur. Il est nommé lieutenant le 1er janvier 1871. Le 13 septembre 1873, il termine les cours du détachement d'artillerie. Il est élevé au grade de lieutenant-capitaine le 1er janvier 1882, puis passe comme officier supérieur sur la frégate à vapeur Vladimir dans le détachement des mines de la flotte de la Baltique. Il passe capitaine de 2e rang le 26 février 1885 et pendant un an il est officier de commandement de la canonnière cuirassée Roussalka (qui connut un sort tragique quelques années plus tard) dans l'escadre de cuirassés de la flotte de la Baltique. Ensuite pendant trois ans il commande le Krasnaïa Gorka. En 1889, il est nommé commandant intérimaire de l'équipage de la 7e flotte. Il  est décoré de l'ordre de Saint-Vladimir de 4e classe avec ruban en 1890 pour vingt-cinq ans de services rendus et de l'ordre de Sainte-Anne de 2e classe. De 1890 à 1892, Haupt commande le monitor Latnik. 
En 1892, il est nommé premier commandant de la canonnière Otvajny (le Brave) et transféré avec elle de la Baltique à l'escadre de la mer Méditerranée, jusqu'en 1893. Le 7 février 1894, il est nommé commandant du croiseur de 2e rang Zabiaka jusqu'au 7 mai 1895. Il dirige des travaux hydrographiques, arpentant la côte du Kamtchatka et des îles du Commandeur, explore la côte Sud de la péninsule coréenne, les skerries et les baies autour de l'île Kargodo. Il navigue le long des îles du Commandeur pour garder les pêcheries d'otaries à fourrure. 6 décembre 1894, il est élevé au grade de capitaine de 1er rang et retourne dans la flotte de la Baltique en mai 1895. Le 11 décembre 1895, il est commandant temporaire du 12e équipage de la flotte et à partir du 14 mai 1896 du 15e. Il commande de 1896 à 1897 le cuirassé Sébastopol.

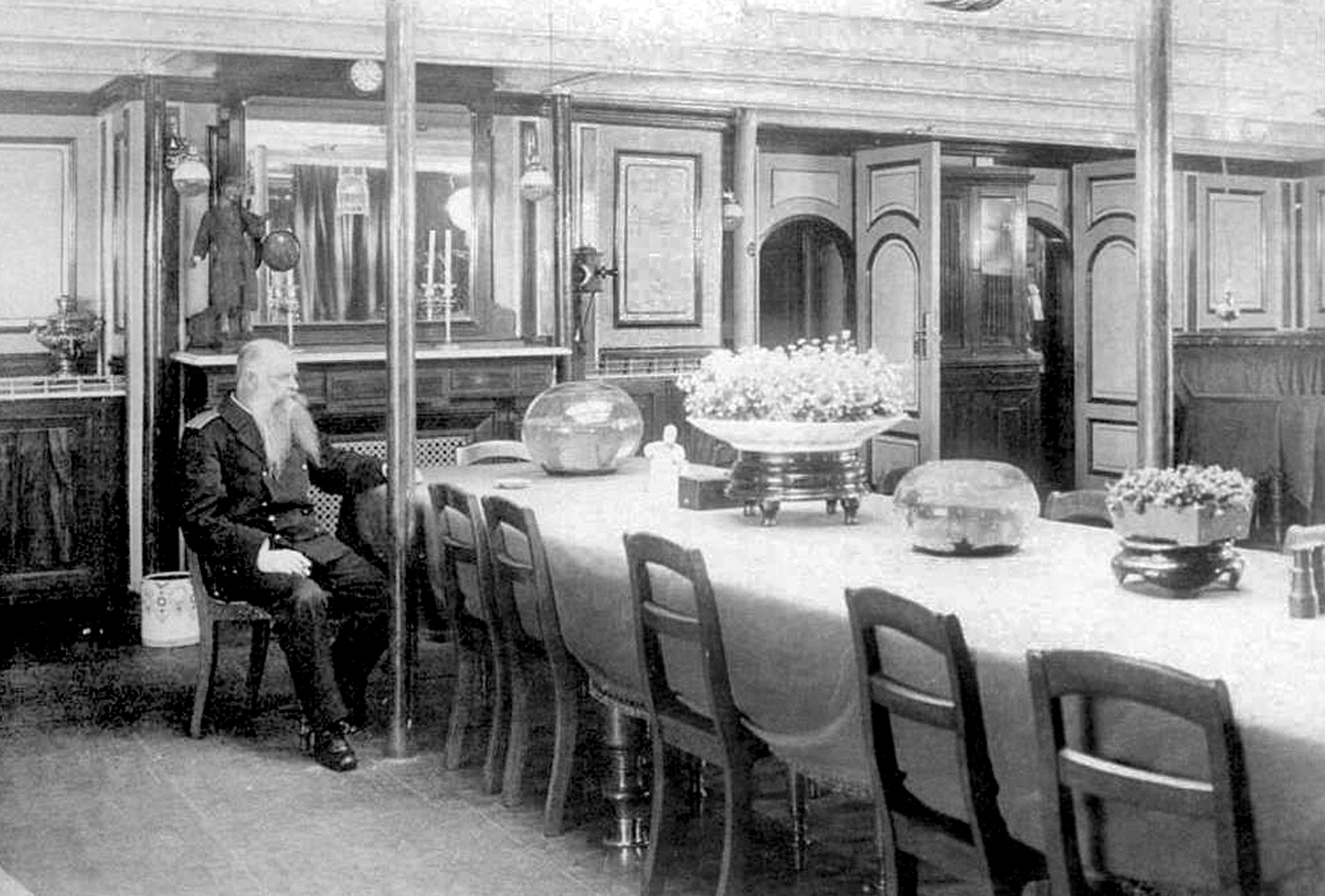
Haupt, commandant du Riourik, dans le salon de l'amiral en 1900.

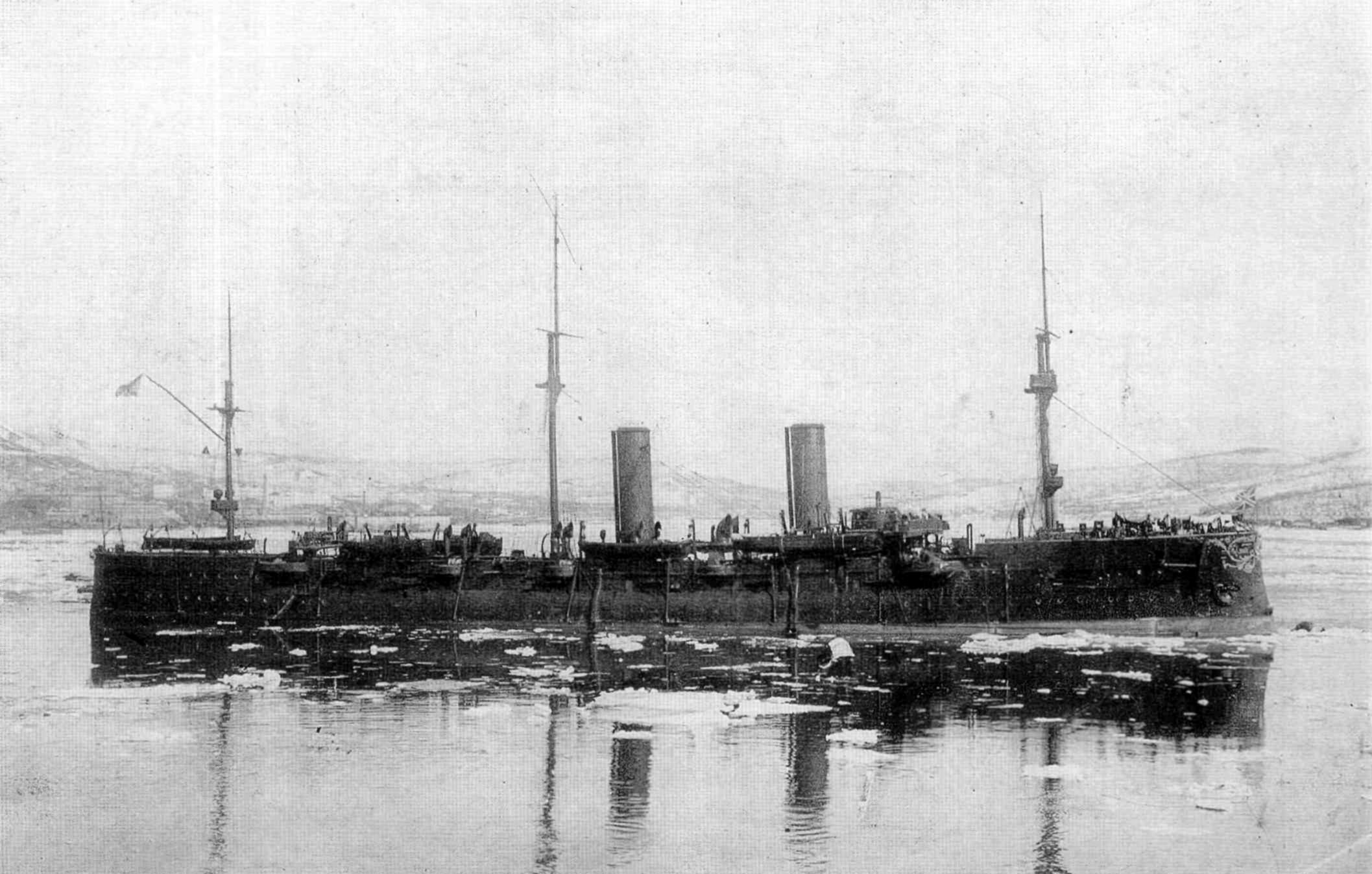
Le Rurik.

Le 10 novembre 1897, Haupt commande le croiseur cuirassé Rurik à bord duquel il navigue dans l'océan Pacifique. Le 27 mars 1900, il devait être remplacé par le capitaine de 2e rang Fiodor Silmann, mais cela ne se produisit pas, et ce n'est que le 6 août 1900 qu'il est remplacé par le capitaine de 1er rang Nikolaï Matusiewicz. L'ordre de Saint-Vladimir de 3e classe lui est décerné le 14 septembre 1899.
Le 27 septembre 1900, il est commandant du 20e équipage de la flotte. Le 1er janvier 1901 il est élevé au rang de contre-amiral. Il commande du 1er avril 1901 jusqu'en 1904 le port de Vladivostok. Lui sont subordonnés : un détachement de destroyers (la 1re escouade était composée de transporteurs de mines N 201, N 202, N 203, N 204, N 205 ; la 2e escouade était composée de transporteurs de mines N 206, torpilleurs de la classe Pernov N 208, N 209, N 210, N 211), le chef du détachement de destroyers, le capitaine de 1er rang Iakov Podiapolski, et le département des transports (Aléout, la goélette Toungouz, le navire de transport Yakoute,  le navire de transport Kamtchadal et l'ancien brise-glace Nadiejny) avec le commandant d'escouade de 2e rang Nikolaï Tundermann.
L'amiral Haupt reçoit l'ordre de Saint-Stanislas de 1re classe, le 6 avril 1903.
En outre à l'année 1903, il est président du conseil d'administration de la Société d'aide aux étudiants défavorisés de l'Institut oriental ; membre du gouvernement local de Vladivostok de la Croix-Rouge russe ; président de la Société impériale russe de sauvetage sur les eaux du district de Vladivostok ; président du comité pour la construction du monument à l'amiral V. Zavoïko ; contremaître honoraire du comité des contremaîtres de l'assemblée maritime ; commandant du Yacht Club de Vladivostok.
En 1904, il reçoit l'ordre de Sainte-Anne de 1re classe avec épées et le 27 septembre 1904 il est nommé amiral adjoint de la flotte de la Baltique. Le 20 novembre 1906, il est élevé au rang de vice-amiral et mis à la retraite pour raison de santé.
L'amiral Haupt meurt en 1909 à Gatchina. Il est inhumé au cimetière de la Sainte-Trinité de Peterhof.

## Source de la traduction
- (ru) Cet article est partiellement ou en totalité issu de l’article de Wikipédia en russe intitulé « Гаупт, Николай Александрович » (voir la liste des auteurs).